# When Night Is Falling
Pour les articles homonymes, voir Quand la nuit tombe.
Pour plus de détails, voir Fiche technique et Distribution.
When Night is Falling, ou Quand la nuit tombe au Québec, est un film canadien réalisé par Patricia Rozema, sorti en 1995. Il raconte une histoire d'amour lesbienne.

## Synopsis
Camille, professeur de mythologie classique dans une université religieuse, a une vie bien rangée : elle va bientôt être titularisée et elle vit depuis de longs mois une histoire sérieuse avec Martin, un collègue de théologie.
Tout bascule le jour où elle croise Petra dans une laverie : cette dernière, pour la revoir, mélange leurs affaires. Camille lui rapporte ensuite ses vêtements et fait ainsi la connaissance de cette artiste de cirque qui n'a pas froid aux yeux...

## Fiche technique
Sauf indication contraire, les informations mentionnées dans cette section peuvent être confirmées par les bases de données cinématographiques IMDb et Allociné,  présentes dans la section « Liens externes ».
- Titre original : When Night is Falling
- Titre québécois : Quand la nuit tombe
- Réalisation : Patricia Rozema
- Scénario : Patricia Rozema
- Musique : Lesley Barber
- Montage : Susan Shipton (en)
- Photographie : Douglas Koch (en)
- Décors : John Dondertman
- Costumes : Linda Muir (en)
- Sociétés de production : Alliance Communications Corporation, Crucial Pictures, The Ontario Film Development Corporation, Téléfilm Canada
- Sociétés de distribution : October Films (États-Unis), Antiprod (France)
- Pays de production :  Canada
- Langue originale : anglais
- Format : couleurs - Dolby Digital
- Durée : 94 minutes (1 h 34)
- Genre : drame, romance saphique
- Dates de sortie :
  - Allemagne : février 1995 (Berlinale)
  - Canada : 5 mai 1995
  - États-Unis : 17 novembre 1995
  - France : 3 avril 1996

## Distribution
Sauf indication contraire, les informations mentionnées dans cette section peuvent être confirmées par les bases de données cinématographiques IMDb et Allociné,  présentes dans la section « Liens externes ».
- Pascale Bussières (VQ : elle-même) : Camille Baker
- Rachael Crawford (VQ : Linda Roy) : Petra
- Henry Czerny (VQ : James Hyndman) : Martin
- David Fox (en) (VQ : Claude Préfontaine) : le révérend DeBoer
- Don McKellar (VQ : Bernard Fortin) : Timothy
- Clare Coulter : Tillie
- Tracy Wright (VQ : Élise Bertrand) : Tory
- Karyne Steben : la première trapéziste
- Sarah Steben : la deuxième trapéziste
- Jonathan Potts : le premier libériste
- Tom Melissis : le deuxième libériste

Légende : Version Québécoise = VQ

## Distinctions
- Berlinale 1995 : en compétition pour l'Ours d'or
- Prix Génie 1996 : nominations comme meilleure actrice pour Pascale Bussières, meilleur acteur dans un second rôle pour David Fox (en) et meilleurs costumes pour Linda Muir (en)
- Chlotrudis Awards 1996 : nomination comme meilleur acteur dans un second rôle pour Don McKellar